# Ledový drak
Kniha Ledový drak (v originále Ice Dragon) z roku 1989 je dílem amerického autora fantasy Richarda A. Knaaka. Jedná se o druhý díl série Dragonrealm.

## Příběh
Dračí králové, kteří se snažili ovládnout svět lidí, byli Cabem Bedlamem poraženi a zahnáni zpět do Dračích říší. Nyní však šílený Ledový drak uvolnil prastaré smrtonosné kouzlo známé jako Poslední zima. S jeho pomocí chce dobýt Dračí říše a zničit celý lidský druh.
Přicházející katastrofu může zastavit jen Cabe. Cena však bude velmi vysoká…